# Nicola Brings
Nicola Brings (* 1981 oder 1982) ist eine deutsche Fußballspielerin der Special Olympics.

## Leben
Brings kommt aus Mönchengladbach in Nordrhein-Westfalen. Sie war bereits 2007 bei den Special Olympics World Summer Games in Shanghai und nahm 2015 erstmals an Special Olympics World Summer Games in Los Angeles als Stürmerin des deutschen Frauenfußballteams teil, das mit den Teams aus Griechenland, Russland und Dänemark in der leistungsstärksten Turniergruppe war und auf den vierten Platz kam.
2022 nahm Brings an den Special Olympics Deutschland Sommerspielen teil und konnte mit ihrem Team den dritten Platz belegen. Im selben Jahr wurde sie auch Deutsche Meisterin.
Für die Special Olympics World Summer Games 2023 in Berlin qualifizierte sie sich wieder. Ihr Fußballteam war mit einer Teamstärke von 55 Teilnehmenden das größte der deutschen Delegation. Brings war Stürmerin und Kapitänin der Mannschaft, die durch einen Sieg gegen das Team von Special Olympics Jamaica eine Bronzemedaille gewann. Wie Brings bei einem Interview in der Sportschau angab, half bei den sportlichen Erfolgen besonders die Unterstützung durch das Publikum.
Brings arbeitet als Küchenhilfe im Servicebereich einer Bank und spielt Fußball im Team der Hephata Werkstätten gGmbH (Stand 2023).

## Erfolge (Auswahl)
- 2015: Vierter Platz bei den Special Olympics World Summer Games 2015 in Los Angeles
- 2022: Deutsche Meisterin im Frauenfußball der Werkstätten für behinderte Menschen[5]
- 2023: Dritter Platz bei den Special Olympics World Summer Games in Berlin